# Хоча лежачого й не б'ють…
«Хоча лежачого й не б'ють…» — вірш Тараса Шевченка 1860 року, написаний у С.-Петербурзі.

## Написання та автографи
Зберігся чистовий автограф у «Більшій книжці». Дата в автографі: «20 октября». Вірш датується дослідниками за автографом та його місцем у «Більшій книжці» серед творів 1860-го: 20 жовтня 1860 року, та місцем написання — С.-Петербург.

## Публікація
Вперше надруковано в «Кобзарі з додатком споминок про Шевченка Костомарова і Микешина» 1876 року (Прага, cтор. 256), де подано за «Більшою книжкою».

## Сюжет
У вірші йдеться про російську імператрицю Олександру Федорівну — вдову Миколи І і матір Олександра II, яка померла 20 жовтня 1860 року. Під час її хвороби в газетах уміщувалися бюлетені про стан її здоров'я (останній — за 19 жовтня 1860 року). Ненависть Шевченка до вдови найреакційнішого з російських імператорів, яку поет різко осміяв ще 1844 року у поемі «Сон», — що й стало одним з найсерйозніших звинувачень, висунутих проти нього під час слідства у справі Кирило-Мефодіївського братства й однією з причин жорстокої розправи з поетом, — пояснюється не тільки цими особистими мотивами, а насамперед тим, що цариця була відома своєю беззастережно апологетичною підтримкою всіх крайнощів миколаївської реакції і навіть вважалася натхненницею політики Миколи І.